# 산살바토레텔레시노
산살바토레텔레시노(이탈리아어: San Salvatore Telesino)는 이탈리아 캄파니아주 베네벤토도의 코무네다. 나폴리로부터 북동쪽 50km 베네벤토로부터 북서쪽 25km 거리에 위치해있다.